# Orban, závod 4 Těchonín
Orban, závod 4 Těchonín, byl jedním z 11 závodů podniku Orban, vzniklého v roce 1949 reorganizací a sloučením několika bavlnářských závodů.

## Historie
Textilní továrnu v Těchoníně založili v roce 1908 němečtí židé, bratři Perutzové z Libně. Firma Perutz Brüder odkoupila starý mlýn, který byl zbourán a na jeho místě byla postavena mechanická tkalcovna. V lednu 1925 zakoupila firma Perutz v sousedství továrny dům čp. 112, v červnu 1925 jej dala zbořit a na jeho místě vybudovala poschoďový dům se sedmi byty a jídelnou.
Bylo využito původního mlýnského náhonu z řeky Tiché Orlice, který protékal kolem továrny, zřízena turbína a vybudována strojovna s parním strojem.
V roce 1930 bylo přes těchonínský katastr vybudováno vedení vysokého napětí a továrna byla elektrifikována, část elektrického proudu si závod vyráběl i nadále sám. V závodě bylo v 30. letech 240 tkalcovských stavů a pracovalo zde kolem 200 zaměstnanců. Pracovali zde lidé české i německé národnosti z Těchonína, Celného a okolních vesnic jako Sobkovice, Mladkov, Vlčkovice a Studené.
Během hospodářské krize v letech 1929–1931 byla výroba od Vánoc 1931 až do 1. dubna 1932 zastavena. Po odeznění krize v továrně pracovala asi jedna pětina původního počtu zaměstnanců a v předválečných letech se továrna rozběhla opět naplno.
Po nástupu Hitlera k moci, kdy nový režim začal s pronásledováním židů, byla továrna prodána bývalému řediteli pražské továrny bratří Perutzů, Němci Braunsteinovi.
Textilní výroba pokračovala v Těchoníně až do roku 1943, kdy byla výroba zastavena a byla zde zřízena autodílna na opravu vojenských aut firmy Kurt Weichel.
Po 2. světové válce závod přešel pod národní správu a textilní výroba byla opět obnovena v červnu 1945, kdy byly spuštěny první stavy. 
V roce 1953 byl zrušen transmisní pohon mechanických stavů, každý stroj pak měl samostatný pohon elektrickým motorem. Parní stroj, turbína a generátor byly zrušeny a náhon později zasypán. V této době byl závod zařazen do národního podniku Utex. V roce 1959 byl zřízen národní podnik Orban  s ředitelstvím v Žamberku, pod jehož vedení spadal i závod v Těchoníně.
V roce 1967 byl n.p. Orban sloučen s n.p. Perla v Ústí nad Orlicí  a těchonínský závod se stal provozem závodu Perla 08 Letohrad.
V roce 1979 došlo k přestavbě provozu, kdy byla firmou Konstruktiva Praha postavena nová výrobní hala o rozměrech 36 × 56 m. V říjnu a listopadu 1981 bylo do Těchonína dodáno 72 skřipcových tkacích strojů STB 330 sovětské výroby, které postupně nahradily dosluhující člunkové stavy Roscher.
V září 1993 n. p. Perla výrobu v Těchoníně ukončil a provoz byl zastaven. V roce 1995 továrnu koupila německá firma Kümpers, která provedla kompletní rekonstrukci továrny a začala zde s výrobou technických textilií. Před zrušením v roce 2019 zde pracovalo asi 100 zaměstnanců.